# 新制度經濟學
新制度經濟學（英語：New institutional economics，縮寫為NIE），經濟學的分支之一，將更早的制度經濟學與新古典主義經濟學的架構，應用於構成經濟活動底層基礎的社會與法律規範分析之上。它侧重于交易成本的分析，交易成本是指在建立商品交易过程中，没有被易主而损耗掉的成本，譬如讨价还价花去的精力与时间，为防止受骗而采取的保险措施等，这些举动花费的成本都是交易成本，因为其范围涵盖太广泛，至今具体的定义仍有很多说法。

## 词源
“新制度經濟學”一詞最早在1975年由奥利弗·威廉姆森所確立。在1937年羅納德·科斯提出的論文──《公司的本質》，被視為是交易成本理論的奠基者，科斯在该书中把企业内部的行政指令运作花费而花费的成本看做“内部交易成本”，把企业在市场上购买/出售服务/产品过程中采购和营销费用看成"外部交易成本"，这两个成本相等时可确定企业与市场的边界。

## 内容
雖然新制度經濟學源於羅納德·科斯對於制度架構和交易成本（交易費用）在經濟活動中扮演角色的重要而深入的看法，但當今的新制度經濟學已建立在更要複雜的方法論原則和判準之上。他們雖然常常關注效率以及分配的問題，但已遠離了主流新古典經濟學和「舊的」制度經濟學，並且在其他社會科學領域中產生較為明顯的影響。

## 影响
美国经济学家奥利弗·威廉森和埃莉诺·奥斯特罗姆因在经济管理分析方面所作的贡献而获得2009年诺贝尔经济学奖。威廉森是“新制度经济学”的著名学者。威廉森的研究表明，市场和诸如公司等层级组织代表着不同的治理结构，在解决利益冲突方面采取了不同的方法。威廉森著作较多，包括《资本主义的经济制度》等。

## 比较
与制度经济学相比，新制度经济学采用新古典主义的数学工具，较少使用价值判断；与主流新古典经济学相比，新制度经济学主要研究小范围的具体事件中出现的交易成本和边界分析，在分析诸如某一宗垄断、行政、法律案件时，往往能给出比较好的建议，而新古典经济学只是开发数学模型，较少讨论实际经济现象。